# Jean-Jérôme Adam
Jean-Jérôme Adam (Wittenheim, 8 giugno 1904 – Franceville, 11 luglio 1981) è stato un missionario e arcivescovo cattolico francese.

## Biografia
Originario dell'arcidiocesi di Strasburgo, abbracciò la vita religiosa tra gli spiritani e fu ordinato prete il 28 ottobre 1928.
Missionario nel Gabon, il 10 luglio 1947 fu nominato vicario apostolico di Libreville e vescovo titolare di Rinocorura. A seguito dell'erezione della gerarchia episcopale nei territori dell'Africa occidentale, nel 1955 Adam fu nominato vescovo residenziale di Libreville e l'11 dicembre 1958 fu promosso arcivescovo metropolita di quella sede.
Fondò la congregazione indigena dei Fratelli di San Giuseppe e del Cuore Immacolato di Maria.
Dimessosi nel 1969, assunse il titolo arcivescovile di Brescello e si stabilì nella missione di Okondja. Nel 1976 lasciò il titolo di Brescello e assunse quello di arcivescovo emerito di Libreville.
Morì nel 1981.

## Genealogia episcopale
La genealogia episcopale è:
- Cardinale Scipione Rebiba
- Cardinale Giulio Antonio Santori
- Cardinale Girolamo Bernerio, O.P.
- Arcivescovo Galeazzo Sanvitale
- Cardinale Ludovico Ludovisi
- Cardinale Luigi Caetani
- Cardinale Ulderico Carpegna
- Cardinale Paluzzo Paluzzi Altieri degli Albertoni
- Papa Benedetto XIII
- Papa Benedetto XIV
- Papa Clemente XIII
- Cardinale Marcantonio Colonna
- Cardinale Giacinto Sigismondo Gerdil, B.
- Cardinale Giulio Maria della Somaglia
- Cardinale Carlo Odescalchi, S.I.
- Cardinale Costantino Patrizi Naro
- Cardinale Lucido Maria Parocchi
- Papa Pio X
- Arcivescovo Eugène-Jacques Grellier
- Cardinale Emmanuel Célestin Suhard
- Arcivescovo Jean-Julien Weber, P.S.S.
- Arcivescovo Jean-Jérôme Adam, C.S.Sp.